# Chocques
Chocques är en kommun i departementet Pas-de-Calais i regionen Hauts-de-France i norra Frankrike. Kommunen ligger i kantonen Béthune-Nord som tillhör arrondissementet Béthune. År 2022 hade Chocques 2 808 invånare.

## Befolkningsutveckling
Antalet invånare i kommunen Chocques
| Referens: INSEE |